# Ghita Nørby

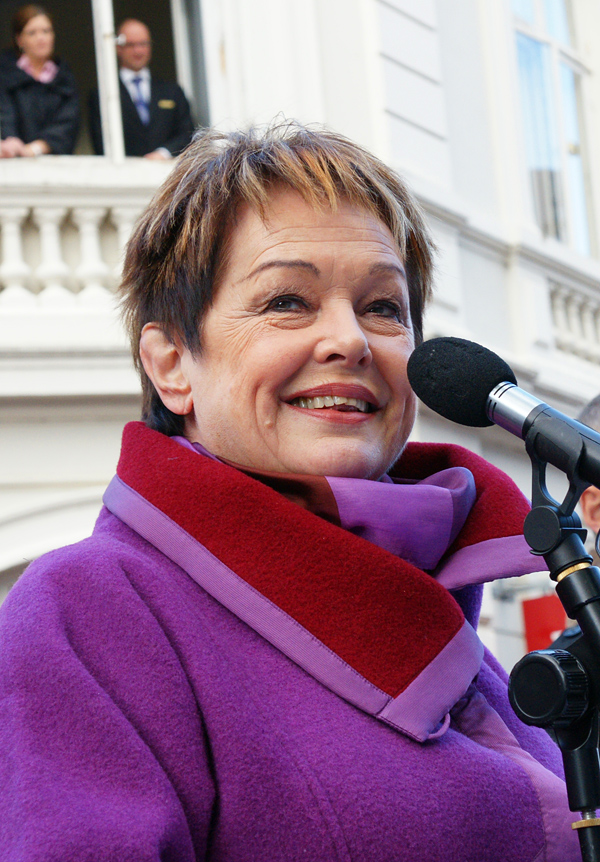
Ghita Nørby in oktober 2010

Ghita Nørby (Kopenhagen, 11 januari 1935) is een Deense actrice die sinds haar debuut in 1956 in vele toneelstukken, speelfilms en televisieseries speelt.

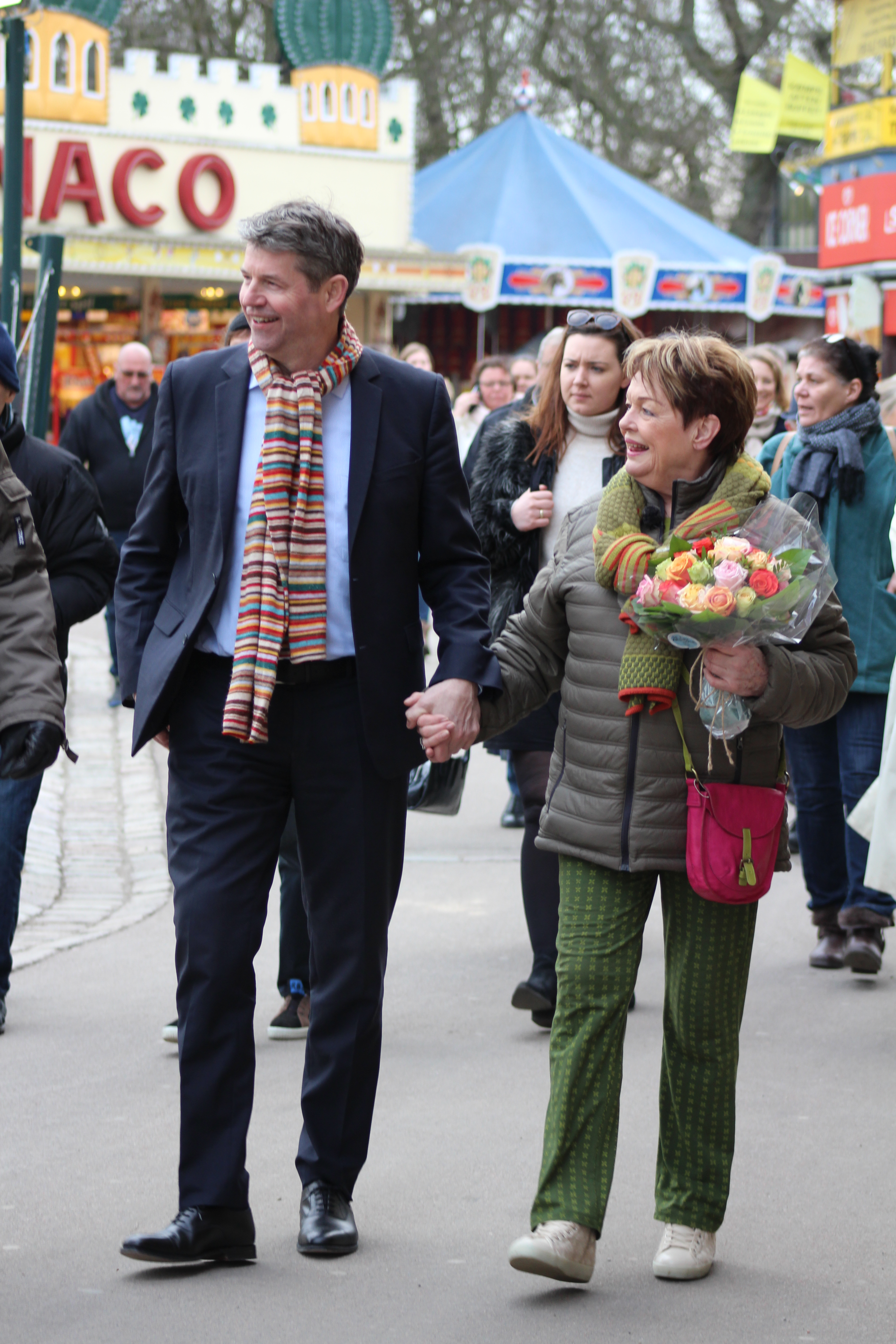
Ghita Nørby opent het seizoen van Bakken, 2016

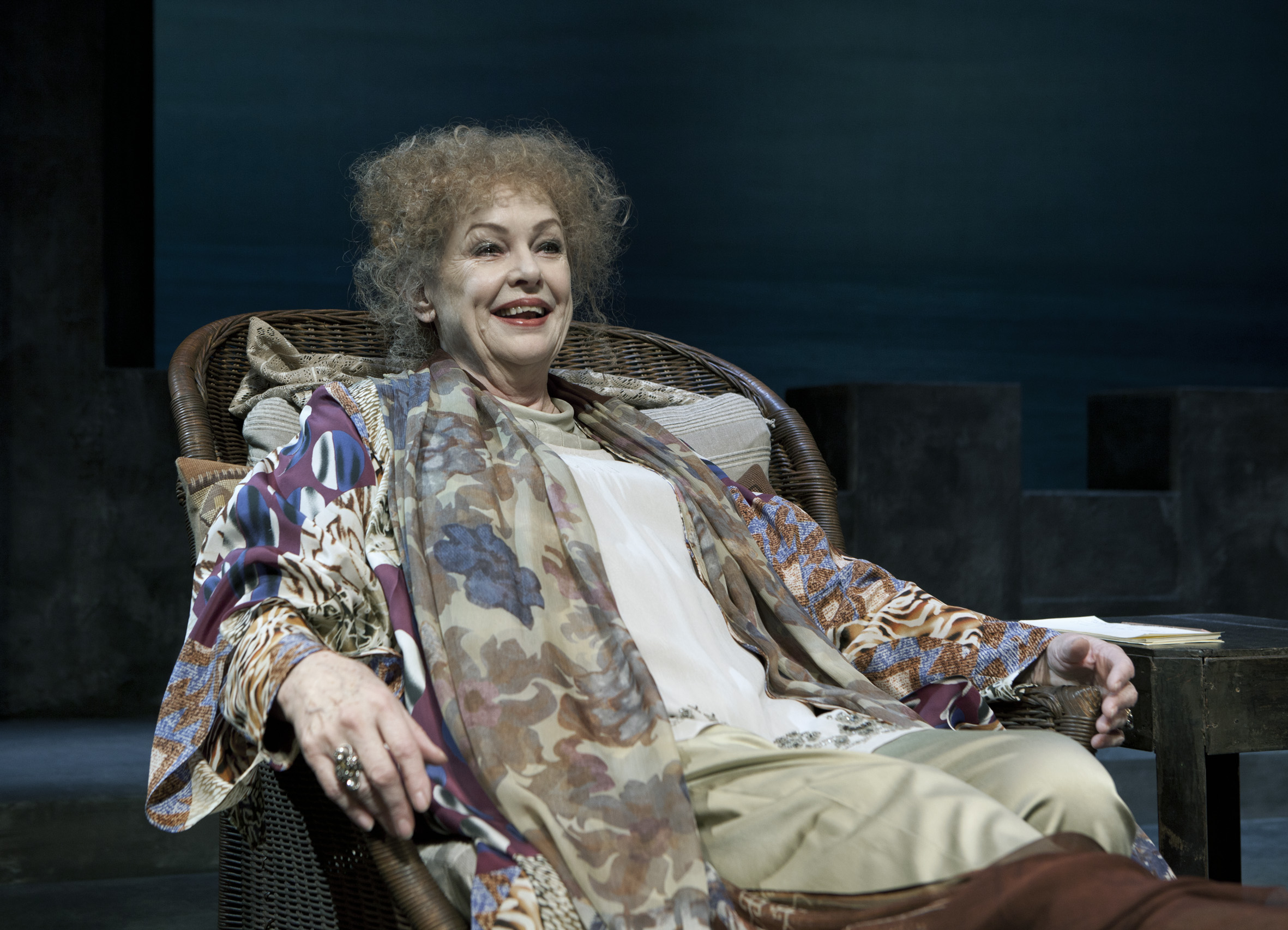
Ghita Nørby als Sarah Bernhardt in John Murrells Sarah (Memoir), Folketeatret, Kopenhagen, 2013

## Carrière
Haar opleiding kreeg zij in 1954-56 aan de toneelschool van Det Kongelige Teater in Kopenhagen. Zij heeft sinds 1956 aan ongeveer 120 films en televisieseries meegewerkt en behoort daarmee, alleen overtroffen door Ove Sprogøe, tot de actiefste Deense acteurs ooit. Nørby is zeer populair en wordt wel 'Denmarks leading lady' genoemd. Er zijn gebakjes (Ghita Nørby Kage) en een roos (Ghita Nørby Renaissance) naar haar genoemd. 
Ook buiten Denemarken is zij bekend. Zo speelde zij in Henning Carlsens film Oviri (The Wolf at the door) de rol van Mette Sophie, de Deense echtgenote van Paul Gauguin, met Donald Sutherland, Max von Sydow en de nog jonge Sofie Gråbøl. De Nederlandse publieke omroep vertoonde diverse tv-series waarin zij meespeelde, waaronder de in Denemarken klassiek geworden familiekroniek Matador (als Ingeborg Skjern), de miniserie Riget / The Kingdom van Lars von Trier (als Rigmor Mortensen) en de misdaadseries Edderkoppen / The Spider (als Ella Davidsen), Rejseholdet / Unit One (als Bibi) en Ørnen / The Eagle (als Thea Nelleman).
Zij heeft vele prijzen en onderscheidingen ontvangen, waaronder viermaal de Bodil. In 1996 werd ze commandeur in de  Orde van de Dannebrog. De Deense koningin Margrethe onderscheidde Ghita Nørby in 2006 met de exclusieve medaille "Ingenio et Arti", de hoogste Deense onderscheiding voor een kunstenaar of wetenschapper, die ook is verleend aan haar vader Einar Nørby en haar vroegere echtgenoot Jørgen Reenberg.

## Persoonlijk
Ghita Nørby's ouders waren de operazanger (bas-bariton) Einar Nørby (1896–1983) en de pianiste Guldborg Laursen (1903–2002). Zij trouwde in totaal vier keer - eerst in 1956 met de architect Mogens Garth-Grüner. Na diens vroege dood woonde zij samen met de acteur Henrik Wiehe. In 1963 hertrouwde ze met de zanger Dario Campeotto en in 1970 met de acteur Jørgen Reenberg. Sinds 1984 is zij getrouwd met de musicus Svenn Skipper. Haar zoon Giacomo Campeotto (geb. 1964) is ook acteur.